# Franciszek Ejsmond

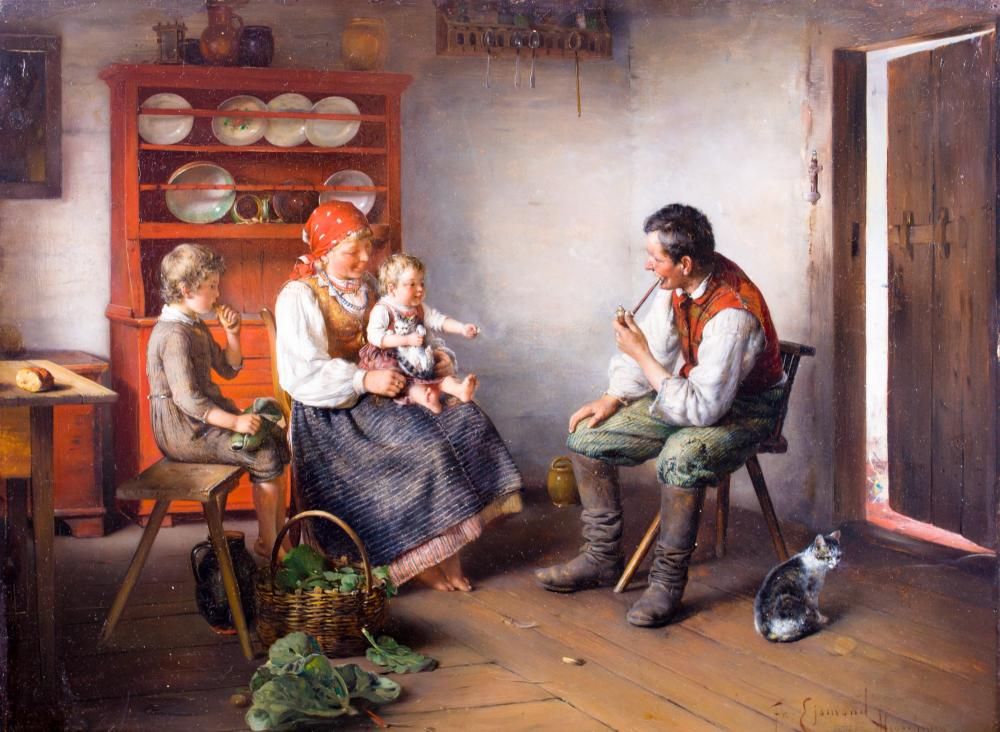
Bauernfamilie am Nachmittag

Franciszek Teodor Ejsmond (* 23. März 1859 in Gózd; † 13. August 1931 in Warschau) war ein polnischer Genremaler, Vater des Malers Stanisław Ejsmond (1894–1939) und des Schriftstellers Julian Ejsmond (1892–1930).
Nach dem Tode seiner Mutter zog seine Familie in das Gut Krogulcza Mokra, wo er seine Kindheit verbrachte.
Ejsmond begann seine Malerausbildung privat in Warschau bei Wojciech Gerson, dann in der Warschauer Zeichenklasse bei Aleksander Kamiński.
Am 25. Oktober 1879 begann er sein Studium in der Naturklasse der Königlichen Akademie der Bildenden Künste in München bei Gyula Benczúr und Sándor Wagner. Ejsmond war mit den polnischen Malern, Mitgliedern der „Münchner Schule“ Julian Fałat  und Józef Brandt befreundet.
Die Sommermonate verbrachte er meist in Polen, wo er Studien nach der Natur anfertigte, die er dann in München als Vorbilder für seine Gemälde verwendete. 1894 kehrte er nach Polen zurück und richtete sich in Dąbrówka bei Grodzisk ein Atelier in der Art eines Bauernhauses mit bäuerlicher Ausstattung und Geräten ein, die ebenfalls Vorbilder für seine Gemälde bildeten.
Von 1897 bis 1916 war er Mitglied des Komitees der Gesellschaft zur Förderung der Schönen Künste (Warschau) und von 1913 bis 1918 Vorstand der Polnischen Künstlergesellschaft.
Anfangs malte Ejsmond figürliche Kompositionen im Stil des Orientalismus („Odaliske“) und Porträts, dann wechselte er zu kleinformatigen Genreszenen vom dörflichen und kleinstädtischen Leben, die von Düsseldorfer Genremalern wie Ludwig Knaus und Benjamin Vautier, vor allem aber von den Münchner Malern Edmund Harburger und Franz Defregger beeinflusst waren.